# B.I.G
Pour les articles homonymes, voir BIG.
Cette page contient des caractères spéciaux ou non latins. S’ils s’affichent mal (▯, ?, etc.), consultez la page d’aide Unicode.
B.I.G (hangeul : 비아이지 ; aussi connu sous le nom de Boys In Groove) est un boys band sud-coréen de K-pop, originaire de Séoul, actif entre 2014 et 2023. Formé par GH Entertainment, le groupe est composait de six membres : J-Hoon, Benji, Gunmin, Minpyo, Heedo et Jinseok. Ils débutent le 9 juillet 2014 avec leur premier single Hello.

## Histoire

### Origines et débuts (2014)
Les cinq premiers membres de B.I.G sont stagiaires pendant environ trois ans avant de débuter dans le groupe. Trois des membres — Gunmin, Minpyo et Heedo — étudient à la Plug In Music Academy. Benji est étudiant au Cleveland Institute of Music et Heifetz International Music Institute et plus tard à la Juilliard School, avant d’arrêter en 2011 et de continuer une carrière musicale en Corée du Sud. Avant de joindre GH Entertainment, Minpyo était stagiaire dans le groupe Underdogg sous Stardom Entertainment dans le but de débuter Topp Dogg. Il a quitté l’agence avant leurs débuts.
Le 5 juillet 2014, quelques jours avant les débuts du groupe, les garçons tiennent des performances dans les rues de Myeong-dong. Leur premier single, Hello, et le clip vidéo du même nom sont mis en ligne le 9 juillet,. Le 16 octobre 2014, B.I.G confirme la sortie de son second single, Are You Ready?. Le single avec son clip vidéo sortent le 21 octobre. Le 12 décembre 2014, B.I.G sort une reprise du titre "Last Christmas" du groupe Wham! pour remercier leurs fans et célébrer le premier Noël du groupe.

### DeTaolaaux débuts japonais (2015–2016)
Le 3 mars 2015, le groupe annonce la sortie de son troisième single, Between Night n Music, sortant le 6 mars avec le clip vidéo du même nom. Le 4 novembre 2015, GH Entertainment déclare que le groupe sortira un nouveau single durant le mois. Le clip vidéo de Taola est mis en ligne le 17 novembre.
Fin janvier 2016, leur agence confirme que le groupe débutera au Japon sous l’agence HY Entertainment. B.I.G commence ses promotions japonaises via des showcases à Tokyo. Ils débutent officiellement le 23 mars 2016 avec la version japonaise de Taola. Le 10 mai 2016, B.I.G annonce que leur premier EP, Aphrodite, sortira dans le mois. L’EP accompagné du clip vidéo du titre principal du même nom sont mis en ligne le 17 mai,. B.I.G tient son premier concert japonais nommé B.I.G Japan First Live, les 17 et 18 juin au Astro Hall de Harajuku à Tokyo.

### 1.2.3, nouveaux membres, séparation (2017–2023)
Le 3 février 2017, B.I.G annonce la sortie de leur cinquième album single, 1.2.3. Les promotions pour la sortie se font sans le membre Minpyo, qui est en pause en raison d'ennuis de santé,. Le clip vidéo est publié le 13 février,. Le 15 mai 2017, le groupe annonce la sortie de l'album single, Hello Hello, pour le 23 mai,. B.I.G tient son premier concert en Corée du Sud intitulé B.I.G Asia Tour in Seoul, le 24 juin, à Séoul dans la KBS Arena. Le 7 juillet 2017, les B.I.G sortent le single Remember. En septembre 2017, le groupe démarre sa première tournée en Asie nommée The B.I.Ginning en commençant par Manille et Yokohama. Fin septembre, ils commencent leur première tournée internationale, B.I.G Special Latin Tour, en passant par le Brésil, le Chili et le Mexique.
Le 15 novembre 2018, J-Hoon commence son service militaire et est donc en pause dans le groupe. Le 22 janvier 2019, un nouveau membre est ajouté à B.I.G, Jinseok,.
Le groupe cesse ses activités en 2023.

## Membres

### Derniers membres
| Nom de scène | Nom de scène | Nom de naissance | Nom de naissance | Date de naissance | Nationalité | Position                                                           |
| Romanisé     | Coréen       | Romanisé         | Coréen           | Date de naissance | Nationalité | Position                                                           |
| ------------ | ------------ | ---------------- | ---------------- | ----------------- | ----------- | ------------------------------------------------------------------ |
| J-Hoon       | 제 이훈      | Im Jung Hoon     | 임정훈           | 15 juillet 1990   | Sud-coréen  | Leader, danseur principal, chanteur principal, Hyung (le plus âgé) |
| Gunmin       | 건민         | Lee Gun Min      | 이건민           | 3 octobre 1994    | Sud-coréen  | Danseur principal, chanteur                                        |
| Heedo        | 희 도        | Yoo Hee Do       | 유희 도          | 22 avril 1996     | Sud-coréen  | Rappeur principal, Chanteur principal                              |
| Jinseok      | 진석         | Park Jin Seok    | 박진석           | 9 février 1998    | Sud-coréen  | Chanteur principal, Maknae (le plus jeune)                         |

### Ancien membre
| Nom de scène | Nom de scène | Nom de naissance | Nom de naissance | Date de naissance | Nationalité  | Position                   | Date de départ   |
| Romanisé     | Coréen       | Romanisé         | Coréen           | Date de naissance | Nationalité  | Position                   | Date de départ   |
| ------------ | ------------ | ---------------- | ---------------- | ----------------- | ------------ | -------------------------- | ---------------- |
| Benji        | 벤지         | Benjamin Bae     | 배제 욱          | 3 mai 1992        | Américain    | Chanteur principal, visuel | 1er octobre 2020 |
| Minpyo       | 민표         | Gook Min Pyo     | 국민 표          | 15 novembre 1994  | Sud-coréenne | Rappeur principal          | 31 mars 2021     |

## Discographie

### EP
| Titre     | Détails | Meilleure position  | Ventes |
| Titre     | Détails | COR                 | Ventes |
| --------- | --- | ------------------- | ------ |
| Aphrodite | - Date de sortie : 17 mai 2016 - Labels : GH Entertainment, CJ ENM - Formats : CD, téléchargement numérique \| No \| Titre \| Durée \| \| -- \| --------------------------- \| ----- \| \| 1. \| Big Transformer \| \| \| 2. \| Aphrodite (아프로디테) \| \| \| 3. \| Right Now \| \| \| 4. \| Can You Hear Me (듣고 있니) \| \| \| 5. \| Take You Home (데려다 줄게) \| \| | - COR : plus de 795 |        |
| No        | Titre | Durée               |        |
| 1.        | Big Transformer |                     |        |
| 2.        | Aphrodite (아프로디테) |                     |        |
| 3.        | Right Now |                     |        |
| 4.        | Can You Hear Me (듣고 있니) |                     |        |
| 5.        | Take You Home (데려다 줄게) |                     |        |

### Album single
| Titre       | Détails | Meilleure position | Ventes |
| Titre       | Détails | COR                | Ventes |
| ----------- | --- | ------------------ | ------ |
| Hello Hello | - Date de sortie : 23 mai 2017 - Labels : GH Entertainment, CJ E&M - Formats : CD, téléchargement numérique \| No \| Titre \| Durée \| \| -- \| --------------------------- \| ----- \| \| 1. \| Hello Hello \| \| \| 2. \| Strange (낯설어) \| \| \| 3. \| 1.2.3 \| \| \| 4. \| Duet (듀엣) (Benji & Heyne) \| \| | 25                 | NC     |
| No          | Titre | Durée              |        |
| 1.          | Hello Hello |                    |        |
| 2.          | Strange (낯설어) |                    |        |
| 3.          | 1.2.3 |                    |        |
| 4.          | Duet (듀엣) (Benji & Heyne) |                    |        |

### Singles
| Titre | Année | Meilleure position | Meilleure position | Album       |
| Titre | Année | COR                | JPN                | Album       |
| --- | ----- | ------------------ | ------------------ | ----------- |
| Hello (안녕하세요)                                                                                          | 2014  | —                  | —                  | Inédit      |
| Are You Ready? (준비됐나요)                                                                                 | 2014  | —                  | —                  | Inédit      |
| Between Night n Music (밤과 음악 사이)                                                                      | 2015  | —                  | —                  | Inédit      |
| Taola (타올라)                                                                                              | 2015  | —                  | 15                 | Aphrodite   |
| Aphrodite (아프로디테)                                                                                      | 2016  | —                  | —                  | Aphrodite   |
| 1.2.3 | 2017  | —                  | —                  | Hello Hello |
| Hello Hello                                                                                                 | 2017  | —                  | —                  | Hello Hello |
| « — » signifie qu'aucun classement n'a été atteint ou qu'aucune sortie n'a été effectuée dans cette région. |       |                    |                    |             |

#### Singles promotionnels
| Année | Titre                 |
| ----- | --------------------- |
| 2014  | Last Christmas        |
| 2017  | Remember (기억할게요) |

### Bande-son
| Année | Titre    | Drama             |
| ----- | -------- | ----------------- |
| 2016  | Hey Girl | Moorim School OST |

## Filmographie
| Année | Chaîne    | Titre         | Note(s)    |
| ----- | --------- | ------------- | ---------- |
| 2017  | MBC Music | B.I.G Project | 4 épisodes |

## Clips
| Année | Titre                 | Réalisateur(s) |
| ----- | --------------------- | -------------- |
| 2014  | Hello                 | NC             |
| 2014  | Are You Ready?        | NC             |
| 2015  | Between Night n Music | NC             |
| 2015  | Taola                 | Digipedi       |
| 2016  | Aphrodite             | Vikings League |
| 2016  | Take You Home         | NC             |
| 2017  | 1.2.3                 | Vikings League |
| 2017  | Hello Hello           | NC             |

## Distinctions
| Année   | Prix                                        | Résultat |
| ------- | ------------------------------------------- | -------- |
| 2014-16 | Ambassadeur de la vie en Corée,             | Lauréat  |
| 2014    | Prix du nouveau groupe                      | Lauréat  |
| 2015    | Prix du nouveau groupe                      | Lauréat  |
| 2016    | Ambassadeur pour la réunification pacifique | Lauréat  |
| 2017    | Ambassadeur de la jeunesse coréenne         | Lauréat  |
| 2017    | Ambassadeur pour l'espoir                   | Lauréat  |